# Paróquia da Catedral de Santa Teresinha de Uberlândia
A Paróquia da Catedral de Santa Teresinha é uma circunscrição eclesiástica católica, pertencente à Diocese de Uberlândia. Foi fundada em 1857 e a catedral em dezembro de 1941 por Dom Alexandre Gonçalves do Amaral. Está localizada na Praça Tubal Vilela, no Centro da cidade.
- Pároco: Pe. Márcio Antônio Gonçalves
- Vigário Paroquial: Pe. Fábio Marinho Borges
- Diácono Permanente: Everaldo Ribeiro Franco